# Ch'ŏnma-ho
Il Ch'ŏnma-ho (천마호?, 天馬號?) è un carro armato da combattimento di produzione nordcoreana. Il nome, Ch'ŏnma-ho significa pegaso ovvero cavallo del cielo. Questo carro armato è una versione del carro sovietico T-62 costruita e progettata però dal paese asiatico. Sono note cinque versioni differenti di Ch'ŏnma-ho, tutte prodotte sempre dalla Corea del nord per mantenere aggiornato e all'avanguardia questo carro armato. L'ultima apparizione in pubblico di questo carro è avvenuta a Pyongyang in Corea del Nord durante le manifestazioni del 60º anniversario della fondazione del partito che governa il paese.

## Storia

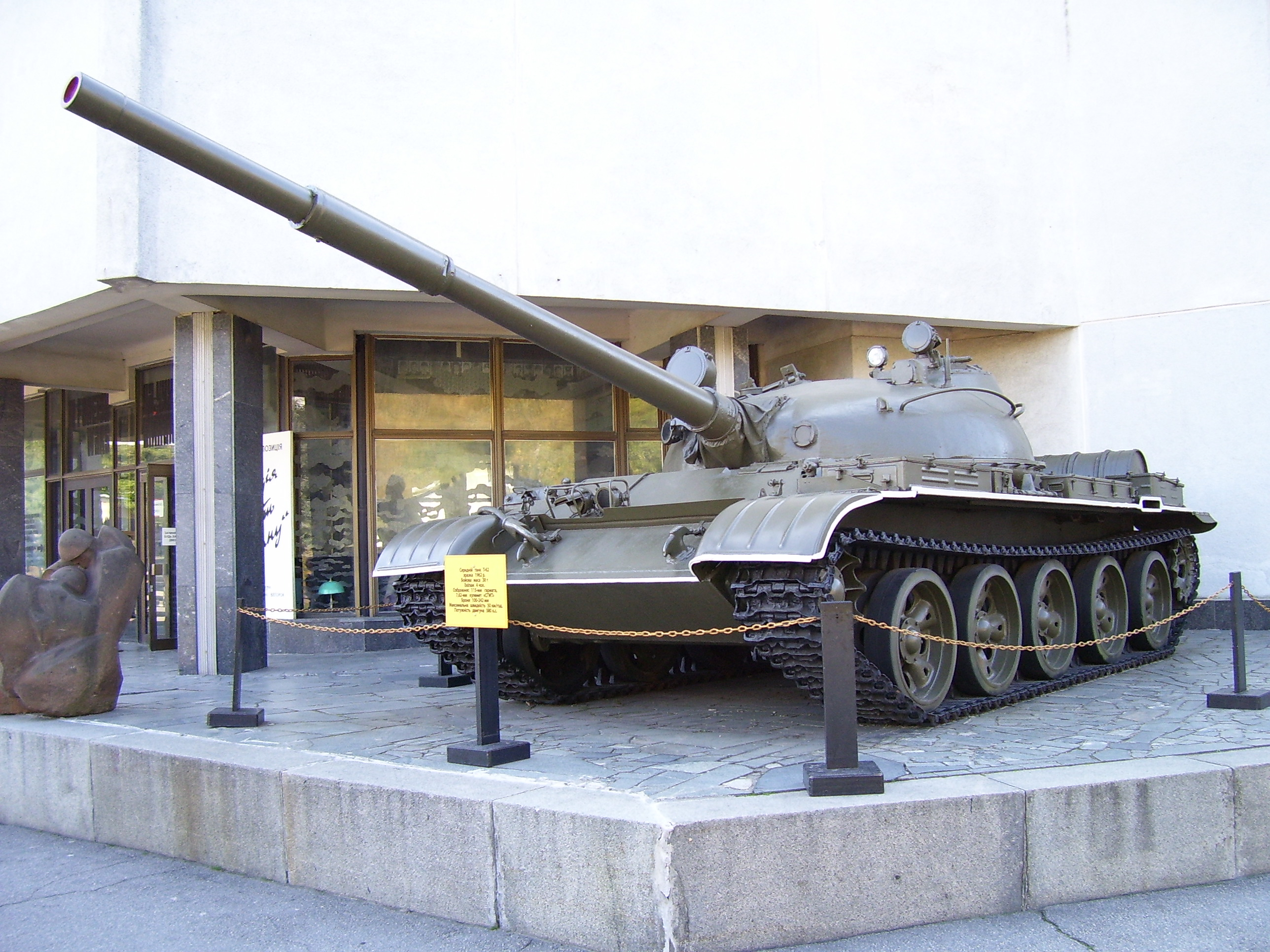
Il carro armato sovietico T-62, il Chonma-ho è una copia di questo carro, ma ha in più diversi aggiornamenti

Dopo la cessazione delle ostilità della Guerra di Corea nel 1953, la Corea del Nord ha cercato di ritornare competitiva nel campo della difesa, costruendo una versione di carro armato prodotta interamente in patria, seguendo così il Juche. Durante la guerra di Corea i nordcoreani dispiegarono dei carri armati di fabbricazione sovietica come i T-34, che combattevano contro gli americani M4 Sherman e M26 Pershing. Alcune fonti americane dicono che nel 2000 la Corea del Nord disponeva di circa 2000 carri armati principalmente di costruzione sovietica o cinese come il T-55 e il T-62. È possibile affermare però che a causa dell'embargo applicato alla Corea del Nord i carri armati non siano pienamente operativi a causa delle ridotte quantità di carburante e pezzi di ricambio disponibili ai nordcoreani. Il Ch'ŏnma-ho viene considerato un'espressione dell'ideologia nordcoreana ultra-nazionalista, il Juche, infatti la maggior parte dei componenti di questo carro armato sono prodotti in Corea del Nord, la necessità di produrre un carro armato interamente all'interno della Corea del Nord è stata anche causata da un progressivo allontanamento di grandi alleati del piccolo paese asiatico come Russia e Cina.

## Utilizzatori
Corea del Nord
- Forze di terra dell'Armata Popolare della Corea

L'ordine iniziale risalente al 1976 era di 470 esemplari di Ch'ŏnma-ho. La produzione di carri Ch'ŏnma-ho continuò fino a raggiungere il numero di 2000 esemplari nel 2000. La quantità attuale di Ch'ŏnma-ho in servizio in Corea del Nord non ci è nota.
 Iran
- Esercito della Repubblica Islamica dell'Iran

L'Iran nel 1981 ordinò dalla Corea del Nord 150 Ch'ŏnma-ho.

## Varianti
- Ch'ŏnma-ho I (Ga) praticamente una copia del carro sovietico T-62, presentava però una corazza meno spessa che rendeva così il carro più leggero.
- Ch'ŏnma-ho II (Na) prima vera e propria versione di Ch'ŏnma-ho sono state apportate diverse modifiche.
- Ch'ŏnma III-ho (Da) versione alla quale è stata aumentata la blindatura.
- Ch'ŏnma-ho IV (Ra) versione con molte modifiche tra cui l'utilizzo migliore degli spazi interni al veicolo e l'applicazione di una corazza reattiva.
- Ch'ŏnma-ho V (Ma) ultima versione alla quale sono state apportate modifiche come un nuovo cannone principale e l'applicazione di nuovi mattoni della corazza reattiva.

### Altre versioni
- Ch'ŏnma-ho ARV versione dotata di argani e gru per il supporto logistico.
- Ch'ŏnma-ho Command versione per il comando dotato di un cannone non funzionante.
- Juche-Po versione Semovente d'artiglieria.